# レイクビュー石油噴出
レイクビュー石油噴出(英語：Lakeview Gusher)は、1910年にカリフォルニア州、カーン郡にあるミッドウェイ・サンセット油田の加圧油井から石油が噴出したもので、18ヶ月間で9百万バレル (1.4×106 m3)の原油を放出し、歴史的に最大規模の石油流出事故を引き起こした。
ミッドウェイ・サンセット油田はアメリカ最大の石油埋蔵地の一つであった。Lakeview Oil Companyは天然ガスと少量の石油を期待していたが、掘削を開始したところ貯蔵タンクの貯蔵量を超えた大噴出を引き起こした。
この事故により、約9百万バレル (1.4×106 m3)、120万USトン以上の原油が放出された。
この場所は、カリフォルニア州道33号線のタフトとマリコパの間から800m東に位置し、カリフォルニア州交通局の案内標識とカリフォルニア州指定歴史建造物No.485の銅製プレートが掲げられている。

## 背景
Lakeview Oil Companyは、1909年1月1日にNo.1の油井で掘削を開始し、当初は天然ガスのみが発見された。仕事が続くにつれて、同社はそこで貯蔵タンクを建設したいとUnion Oilと提携した。
20世紀初頭の掘削技術には、噴出防止装置などの安全装置が欠けていた。1910年3月14日に掘削が2440フィート（740メートル）に達したとき、石油がケーシング (掘削)を介して上部から吹き上がった。1911年9月に噴出を制御下に置くまで推定900万バレルが流出した。
初期には一日当たり18,800バレル (2,990 m3)を噴出し、社員たちは急いで封じ込めるために、間に合わせの砂袋でダムや堤防を築き原油の川を作った。ピーク時にはおよそ90,000バレル (14,000 m3)に達し、パイプラインを経由して2.5マイル (4.0 km)離れた貯蔵タンクに逸らし、8インチ（200mm）のパイプラインは沿岸のアビラ港につながった。
これらの努力にもかかわらず、544日の間に放出された940万バレルの半分以下しか保存されず、残りは蒸発してしまったか地面に染み込んでしまった。

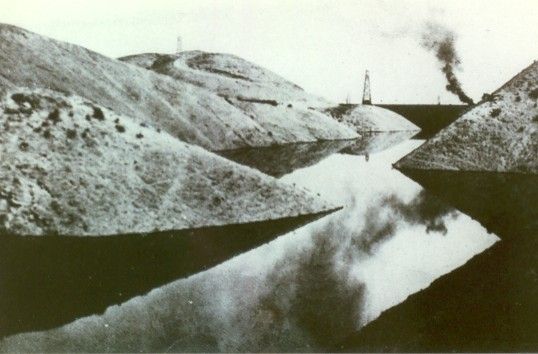
堤防に溜められた石油の川
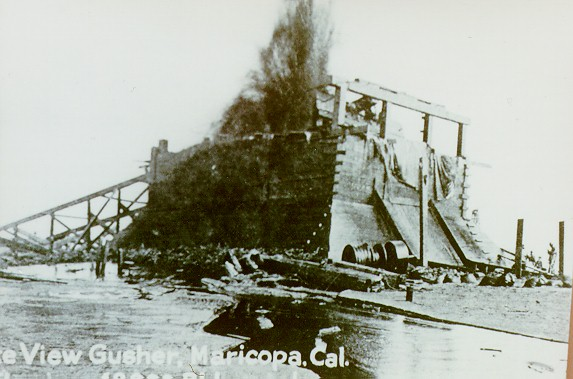
木製の箱で噴出孔を抑えたが、噴出する圧力に負けてすぐに破壊された
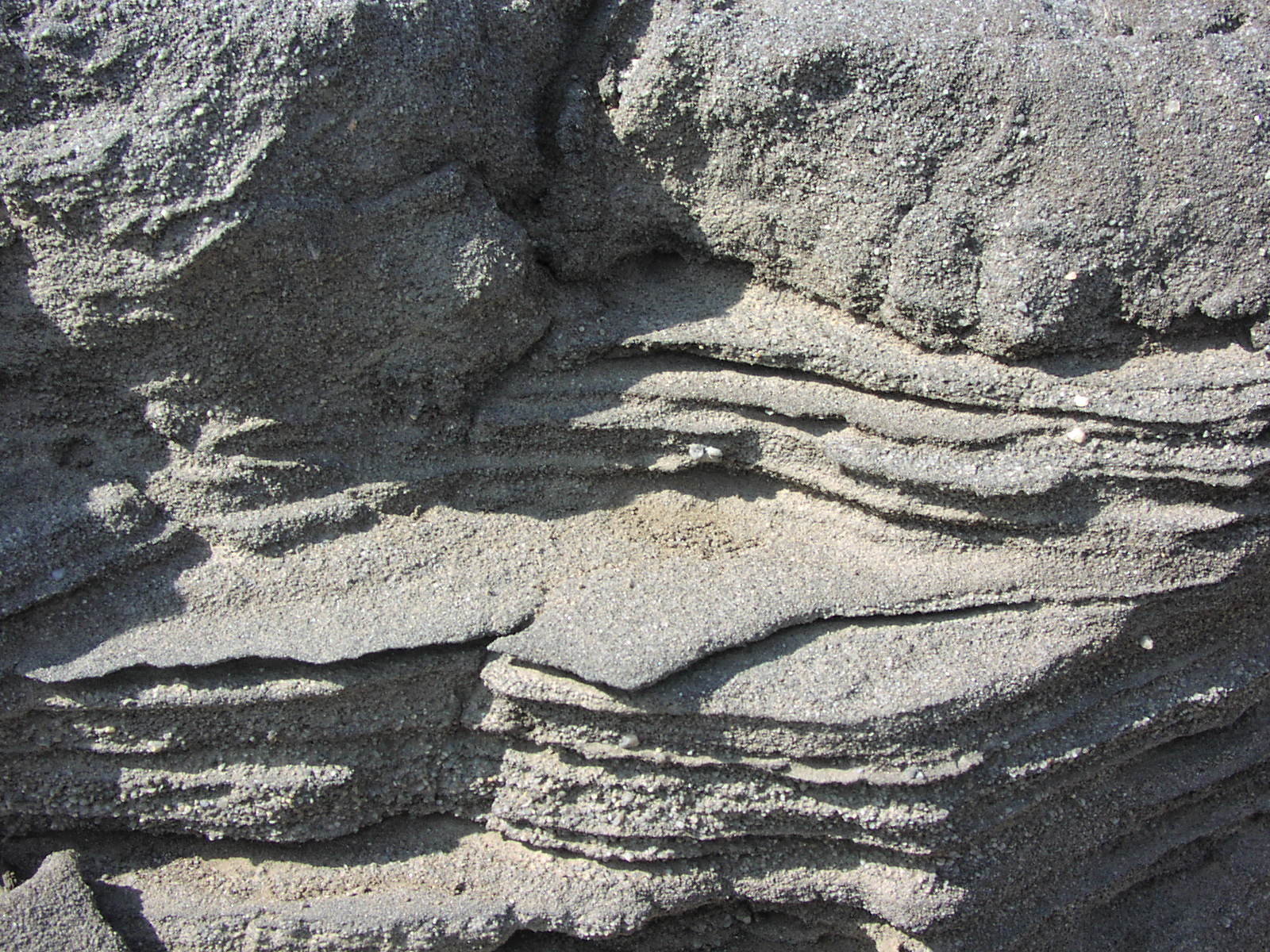
噴出した場所から 100 ft (30 m)離れた場所の凝固した石油の層。2008年3月の画像では、約 10 in (250 mm)の地層が確認できる
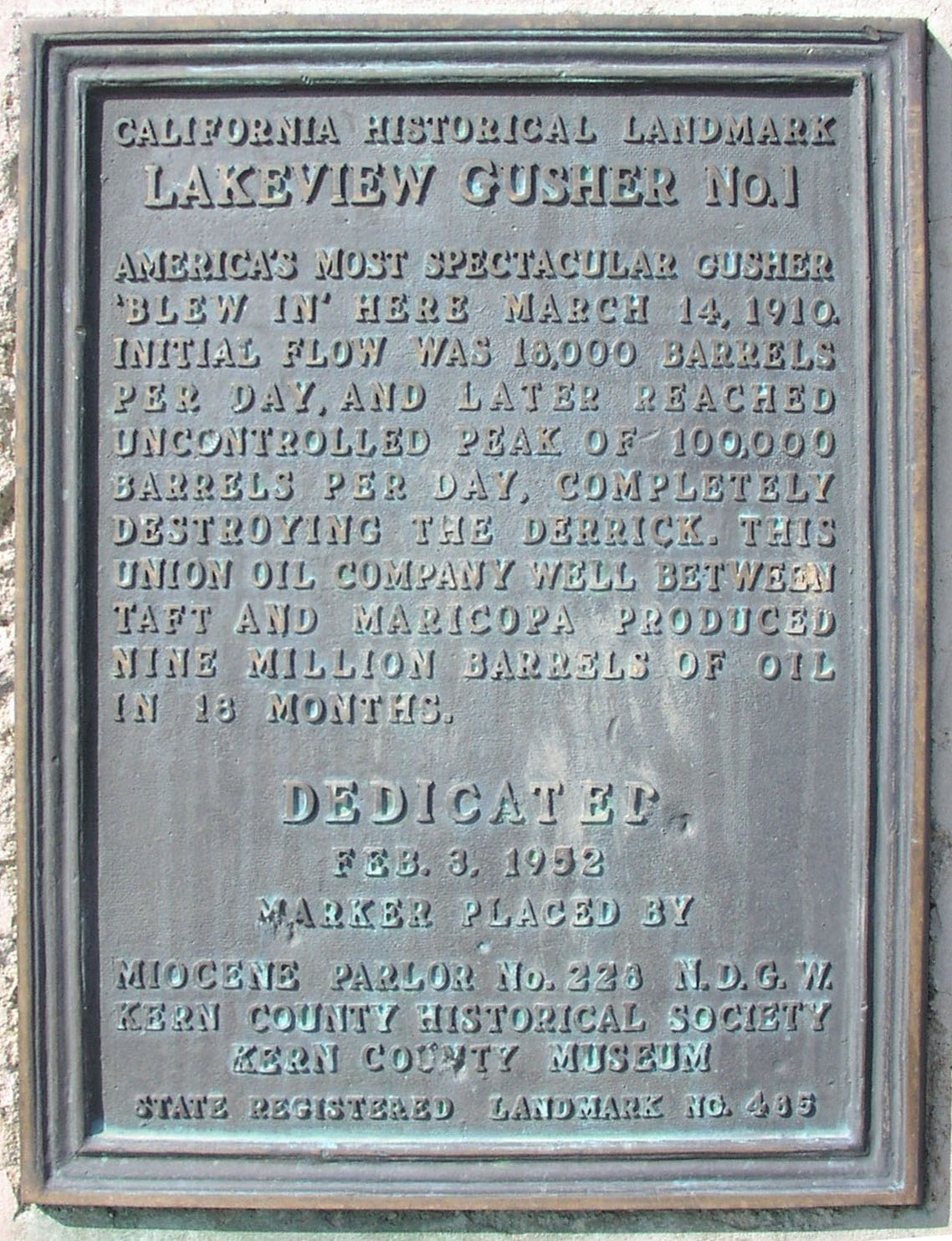
カリフォルニア州指定歴史建造物の碑